# Натан Вілмот
Натан Вілмот  (англ. Nathan Wilmot, 13 грудня 1979) — австралійський яхтсмен, олімпійський чемпіон.

## Виступи на Олімпіадах
| Олімпіада  | Дисципліна | Місце |
| ---------- | ---------- | ----- |
| Афіни 2004 | Клас 470   | 12    |
| Пекін 2008 | Клас 470   | 1     |